# نقطة أفضلية (فلم)
نقطة أفضلية (بالإنجليزية: Vantage Point) هو فيلم حركة تم إنتاجه في الولايات المتحدة سنة 2008. الفيلم من إخراج بيتي ترافيس وكتابة باري ليفي. تم إصدار الفيلم في الولايات المتحدة بتاريخ 22 فبراير 2008 وهو من بطولة دنيس كايد وماثيو فوكس بالإضافة لـ فورست ويتكر وسيغورني ويفر.

## الممثلون والشخصيات
- دنيس كايد (بدور: توماس بارنيس)
- ماثيو فوكس (بدور: كينت تيلور)
- فورست ويتكر (بدور: هوارد لويس)
- سيغورني ويفر (بدور: ريكس بروكس)
- ويليام هورت (بدور: الرئيس أشتون)
- إدغار راميرز (بدور: خافيير)
- آيليت زورر (بدور: فيرونيكا)
- إدواردو نوريغا (بدور: انريكي)
- سعيد التغماوي (بدور: سام / سواريز)

## القصة
يدور الفيلم حول وصول الرئيس الأمريكي (ويليام هورت) إلى مدينة سلامنكا الإسبانية. وأثناء وجوده بأحد الميادين نلاحظ العديد من الشخصيات، منها رجل شرطة بملابس مدنية وهو يرى صديقته برفقة رجل آخر، وأم وطفلها، وسائح أمريكي يحمل كاميرا، وعميل سري ترك الخدمة مؤخرًا بسبب وعكة صحية. وأثناء هذا تنطلق رصاصة تُطرح الرئيس أرضا، ثم يليها انفجارًا بعيدًا، ثم انفجار آخر في الميدان. ومن هنا يعود المخرج عدة مرات بفلاش باك كل مرة يكشف فيه شخصية من تلك التي كانت بالميدان والتي في مجملها تكشف حقيقة المؤامرة ومن يقف وراءها.
في وجهة النظر الثالثة لانريكي الذي يدعي أنه ضابط في الشرطة الأسبانية المخصصة لحماية رئيس بلدية سالامانكا فيرى فيرونيكا صديقته (يليت زوير) مع شخص آخر غريب وهما يتحدثان عن لقاء تحت الجسر فيذهب إليها ويعطيها كيسا بعد إطلاق النار على الرئيس يهرع انريكي إلى المنصة لحماية رئيس البلدية ويتم القبض عليه ويقول لهم ان الجميع في خطر المكان سينفجر وبعد ذلك يحدث الانفجار ويهرب انريكي وتلاحقه الشرطة حتى يصل إلى الجسر ويتلقي بشخص غريب ويساله إذا كان متفاجئاً لرؤيته حياً.
وجهة النظر الثانية هي لعناصر حماية الرئيس السريين توماس بارنز (دنيس كويد) وكينت تايلور (ماثيو فوكس) يلاحظ بارنز ستارة ترفرف من نافذة أحد المباني المجاورة ويلاحظ أيضاً السائح الأمريكي هوارد لويس (فورست ويتيكر) يصور الجمهور بعد إطلاق النار على الرئيس وبعد ذلك يقبض بارنز على رجل هرع إلى المنصة بعد إطلاق النار اسمه انريكي (إدواردو نورييغا).
وجهة النظر الرابعة للويس هارد وهو سائح أمريكي يهوى التصوير وهو يصور مايراه يتحدث معه رجل يدعى سام (سعيد التغماوي) في حين ان فتاة صغيرة تدعى آنا (اليسيا زابين) ترتطم به ويسقط الآيس الكريم الذي كان بيدها بعد ذلك يشاهد لويس ستارة أحد المباني ترفرف فيصورها بكاميرا الفيديو خاصته بعد الانفجار في المنصة يذهب لويس مع الشرطة في ملاحقة انريكي ويعبر من على أحد جسور العبور ويشاهد ان انريكي يلتقي أحد أفراد الشرطة ويطلق الأخير عليه النار ويقتله عند ذلك يرى لويس آنا تحاول العبور من أحد التقاطعات المزدحمة بالسيارات فيركض لإنقاذ حياتها.
وجهة النظر الخامسة هي لأشتون رئيس الولايات المتحدة الذي يظهر وهو يتوجه إلى الباحة التي يعقد فيها الاحتفال ويبلغه مساعديه عن وجود محاولة لإغتياله فيعود إلى غرفته في الفندق ويرسل شخص يشبهه إلى المكان فيحدث تفجير ثاني في الفندق عندما يقوم مندوب الخدمات بتفجير نفسه اسفل الفندق ويهجم شخص ملثم على غرفة الرئيس ويطلق النار على مساعديه ويعوج لخطف أشتون.

## الميزانية والإيرادات
بلغت تكلفة إنتاج الفيلم حوالي 40,000,000 دولار بينما حقق أرباحا تقدر بـ 151,161,491 دولار.

## وصلات خارجية
- الموقع الرسمي
- مقالات تستعمل روابط فنية بلا صلة مع ويكي بيانات